# Erebia inflacara
Erebia inflacara är en fjärilsart som beskrevs av Ruggero Verity 1953. Erebia inflacara ingår i släktet Erebia och familjen praktfjärilar. Inga underarter finns listade i Catalogue of Life.